# Mohammad Shtayyeh
Mohammad Shtayyeh (Arabisch: محمد اشتية) (Nablus, 17 januari 1958) is een Palestijns politicus. Van 2019 tot 2024 was hij premier van de Palestijnse Autoriteit. Eerder diende hij als minister van Openbare werken en Huisvesting en als minister van de Palestijnse Economische Raad voor Ontwikkeling en Wederopbouw.
Shtayyeh heeft een doctoraat in de economische ontwikkeling van de Universiteit van Sussex. Hij werkte als professor en decaan aan de Birzeit University en publiceerde verschillende boeken over economie, politiek en geschiedenis.

## Biografie
Shtayyeh behaalde een bachelordiploma in bedrijfskunde en economie aan de Birzeit University en studeerde af in 1981. Vervolgens studeerde hij aan het Institute for Development Studies aan de Sussex University in Brighton, Verenigd Koninkrijk, waar hij in 1989 zijn doctoraat in economische ontwikkeling behaalde.

### Carrière
Shtayyeh was van 1989 tot 1991 hoogleraar economische ontwikkeling aan de Birzeit University in Birzeit, Palestina. Later werd hij daar tot 1993 decaan van studentenzaken.
Van 1994 tot 1996 was Shtayyeh directeur administratie en financiën voor de Palestijnse Economische Raad voor Ontwikkeling en Wederopbouw (PECDAR). In deze rol hield hij donordatabases bij en verstrekte hij financiering voor door de organisatie gefinancierde ontwikkelingsprojecten, rapporteerde over alle toewijzingen en bestedingen van projecten; en heeft transparante en degelijke systemen voor financieel beheer en rapportage opgezet die worden erkend door internationale partners en donoren. In 1996 werd hij benoemd tot minister, waarbij hij een investeringsfonds beheerde met een waarde van meer dan $ 1,6 miljard, en was hij verantwoordelijk voor de uitvoering en monitoring van alle nationale projecten voor Palestina die werden gefinancierd door de Palestijnse Nationale Autoriteit en internationale partners.
Van 1995 tot 1998 had Shtayyeh de functie van secretaris-generaal van de centrale verkiezingscommissie van de Palestijnse Nationale Autoriteit. Sinds 2005 is Shtayyeh de Palestijnse gouverneur van de Islamic Bank. Van 2005-2006 en vervolgens van 2008-2010 was hij minister van Openbare Werken en Huisvesting.

### Vredesonderhandelingen
Shtayyeh heeft een uitgebreide ervaring in de Palestijns-Israëlische onderhandelingen. Hij is betrokken bij de onderhandelingen tijdens de Conferentie van Madrid in 1991 en was herhaaldelijk lid van de Palestijnse onderhandelingsgroep. Als secretaris-generaal van de Centrale Verkiezingscommissie van Palestina bereikte Shtayyeh een overeenkomst met Israël om mee te werken aan de uitvoering van de Palestijnse presidents- en parlementsverkiezingen.

### Premier van Palestina
Shtayyeh werd in april 2019 aangesteld als premier door de president van de Palestijnse Autoriteit; er zijn sinds 2006 geen verkiezingen meer geweest. Hij was sindsdien betrokken bij de vredesonderhandelingen tussen Hamas die de Gazastrook regeert en de Palestijnse regering die op de Westelijke Jordaanoever aanwezig is. Hij slaagde er ook in met Irak een overeenkomst te bereiken om Iraakse olie te importeren voor een veel betere prijs dan de regering eerder aan Israël betaalde. Hij beschouwt de Israëlische aanwezigheid in Palestina ook als een gevolg van kolonisatie.
Shtayyeh diende het ontslag van zijn regering in op 26 februari 2024. Een maand later werd hij als premier opgevolgd door Mohammad Mustafa.